# Golf von Suez
Der durchschnittlich 40 Meter tiefe Golf von Suez oder Golf von Sues (in der Antike Heroopoliticus Sinus, arabisch خليج السويس Chalīdsch as-Suwais, DMG Ḫalīǧ as-Suways) ist ein nordwestlicher Ausläufer des Roten Meeres.
Vom Golf von Akaba ist er durch die Sinai-Halbinsel getrennt. Mit 40 Millionen Jahren ist der Golf von Suez eine geologisch relativ junge Riftzone und erstreckt sich von der Stadt Sues am Eingang des Suezkanals im Norden bis zur Straße von Gubal im Süden auf einer Länge von ungefähr 280 Kilometern. Entlang der mittigen Linie durch den Golf liegt die Grenze zwischen Afrika und Asien.
Am Ausgang des Golfs zum Roten Meer befinden sich zahlreiche Inseln. Die größte ist die Insel Shadwan, etwa 30 Kilometer nordöstlich der Stadt el Gouna.

## Wirtschaft
An den Rändern des Golfs liegen große Erdölfelder. Eines der ältesten noch aktiven Felder ist das Gemsa Ölfeld in Ägypten vor der Küste im Südwesten. Es wurde bereits 1869 entdeckt, und 1910 begann die Förderung von Erdöl. Erdgas wird heute ebenfalls gefördert.